# Elisabeth Bier
Elisabeth Bier, auch als Elisa oder Lisa bekannt (* 30. Oktober 1888 in Wallstadt; † 14. Dezember 1957 in Weimar), war eine deutsche Widerstandskämpferin und Mitglied der KPD und der Roten Hilfe. Sie engagierte sich außerdem im Freidenkerverband sowie in Sanitätseinheiten im Spanischen Bürgerkrieg.

## Leben
Elisabeth Bier wurde 1888 in Wallstadt (Baden) als Tochter eines Arbeiters geboren. Über ihre Kindheit und Ausbildung liegen keine Informationen vor.
1928 trat sie der KPD in Saarbrücken bei und arbeitete in der Internationalen Roten Hilfe und der Roten Hilfe Deutschlands, um die politischen Gefangenen der Arbeiterbewegung und deren Angehörige zu unterstützen.
1933 floh sie ins Saarland. Sie war eine bekannte Arbeiterfunktionärin im Saarland und wurde das erste Mal im Januar 1935 wegen des Besitzes von Sprengstoff verhaftet. Nach ihrer Entlassung im gleichen Jahr emigrierte sie zunächst nach Frankreich und von dort 1936 nach Spanien.
Ab 1942 kämpfte sie in der Résistance und ab 1943 gehörte sie dem Komitee Freies Deutschland für den Westen (KDFW) (frz. CALPO (Comité „Allemagne libre“ pour l’Ouest)), d. h. dem französischen Nationalkomitee Freien Deutschen Bewegung für den Westen.
Nach dem Ende des Zweiten Weltkrieges 1945 kehrte Elisabeth Bier zunächst nach Saarbrücken zurück. 1946 wurden Bier und ihr Lebensgefährte Max Obermeier (* 11. Oktober 1896 in Abach; † 15. Februar 1958 in Weimar) aufgrund von Agitation bezüglich des Anschlusses des Saargebietes an Frankreich ausgewiesen. Nach Übersiedlung in die Sowjetische Besatzungszone arbeitete sie in Schwerin für die Landesleitung der SED. Obermeier und sie lebten ab 1951 in Weimar.
In der Deutschen Demokratischen Republik setzte sich Bier besonders für die Erziehung der Jugend ein. Es war ihr wichtig, ihre Erfahrungen an jüngere Generationen weitergeben zu können. In Weimar übernahm sie Anfang der fünfziger Jahre die Leitung des Pionierlagers „Fasanerie“ und war in der ehrenamtlichen Arbeit tätig.
Danach arbeitete Elisabeth Bier als Chefköchin einer Parteischule und später in Graal-Müritz als Wirtschaftsleiterin in einem SED-Erholungsheim.

## Engagement im Spanischen Bürgerkrieg

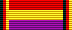
Hans-Beimler-Medaille

Im September 1936 gelangte sie auf dem Seeweg nach Valencia in das republikanische Spanien. Elisabeth Bier arbeitete zunächst als Krankenschwester und wurde später Verwaltungsleiterin des Hospitals der Internationalen Brigaden in Benicàssim. In den Internationalen Brigaden gehörte sie dem „Ernst-Thälmann-Bataillon“  an. Dort lernte sie ihren späteren Lebensgefährten Max Obermeier kennen, der wie sie im Sanitätsdienst tätig war. Im Dezember 1937 arbeitete sie in Barcelona. Im selben Jahr wurde sie in die Partido Comunista de España aufgenommen.
Für ihr Engagement in den Internationalen Brigaden erhielt sie vom Ministerrat der DDR die Hans-Beimler-Medaille.

## Internierung im Lager Gurs
Im Juli 1938 ging sie zurück nach Paris und wurde 1940 im Lager Gurs am Nordrand der Pyrenäen interniert, aus welchem sie von ihrem Lebensgefährten Max Obermeier befreit werden konnte.